# Tokiwa-so
Tokiwa-sō (トキワ荘, Tokiwa-so) was een appartementsgebouw in Toshima te Tokio. Het gebouw is beroemd omdat verscheidene bekende mangaka er hun inwoning hebben gehad, waaronder Osamu Tezuka.

## Beschrijving
Tokiwa-so was een eenvoudig appartementsgebouw in Japanse stijl. Het telde twee verdiepingen en was gebouwd uit hout. Het vooroorlogse gebouw overleefde de bombardementen op Tokio tijdens Wereldoorlog II. Het gebouw had geen baden en geen warm water. Bewoners gingen doorgaans naar het lokale badhuis om zich te wassen.
Het gebouw werd van 1952 tot 1982 gebruikt als atelier. In 1982 werd het afgebroken. Vandaag bevindt zich een gebouw van een uitgeverij van wetenschappelijke werken en schoolboeken op deze locatie.

## Bekende bewoners en hun relatie tot manga en anime
De tweede verdieping van dit appartementsgebouw is in de jaren 1950 en 1960 de woonst geweest van veel beginnende mangaka. De bekendste ervan was Osamu Tezuka, die er woonde van 1953 tot 1954. Andere bekende bewoners waren Hiroo Terada (1953–1957), Fujiko Fujio (1954–1961), Suzuki Shinichi (1955–1956), Naoya Moriyasu (1956), Shotaro Ishinomori (1956–1961), Fujio Akatsuka (1956–1961), Norio Yokota (1958–1961), Hideko Mizuno (1958) en George Yamaguchi (1960–1962).
Tezuka bood een kamer aan het mangaduo Fujiko Fujio toen hij het gebouw verliet. Fujiko Fujio maakten later hetzelfde aanbod aan andere beginnende tekenaars wanneer er kamers vrijkwamen.
De samenwerkingen die in Tokiwa-so plaatsvonden, vormen een prototype voor de hedendaagse Japanse mangaindustrie. Tezuka was de eerste om het systeem van manga assistenten in te voeren om zo zijn deadlines te halen voor wekelijkse mangamagazines. Dit model wordt vandaag nog steeds gebruikt.
Het gebouw kent sinds 2006 navolging in het Tokiwa-so project. Dit project biedt diensten aan om beginnende mangaka te helpen met hun debuut via onder meer huisvesting. Tegen 2016 hielp het project reeds meer dan 60 tekenaars om hun debuut te maken.